# Тяньцзиньский научно-технический университет
Тяньцзиньский научно-технический университет (кит. 天津科技大学) — это учреждение высшего профессионального образования в Тяньцзине, Китай. Учреждён совместно Министерством образования и Правительством города Тяньцзинь в 1958 году. Управляется правительством города Тяньцзиня.
В настоящее время численность профессорско-преподавательского состава — 1051 человек, в нём обучается 17 тыс.330 студентов. В университете имеются бакалавриат, магистратура и докторантура, а также постдокторские программы обучения.

## История университета
История университета начинается в 1958 году. Был основан совместно Министерством образования КНР и правительством города Тяньцзинь.
В 1964 году некоторые специальности Пекинского института легкой промышленности (в настоящее время — Пекинский торгово-промышленный университет) были выведены из структуры университета и сформировали Хэбэйский институт легкой промышленности. В 1968 году Хэбэйский университет легкой промышленности сменил название на Тяньцзинский институт легкой промышленности. В 1971 и 1972 году ряд специальностей Тяньцзиньского университета и Пекинского института легкой промышленности были переведены в Тяньцзинский институт легкой промышленности. В 1998 году, в результате административной реформы в системе высшего образования КНР, университет из совместного ведения Министерства образования и муниципалитета города Тяньцзиня был передан для управления на уровень правительства города.
В 2002 году университет сменил название на современное — Тяньцзиньский научно-технический университет.

## Структура университета
В структуре университета — 18 институтов и отделений:
- Институт станкостроения (机械工程学院);
- Институт информационных технологий и автоматизации (电子信息与自动化学院);
- Институт материаловедения и химии (材料科学与化学工程学院);
- Институт пищевой промышленности и биотехнологии (食品工程与生物技术学院);
- Институт биологии (生物工程学院);
- Институт океанологии (海洋科学与工程学院);
- Институт упаковки и маркировки (包装与印刷工程学院);
- Институт искусств и проектирования (艺术设计学院);
- Институт экономики и управления (经济与管理学院);
- Институт права и политологии (法政学院);
- Институт информатики и кибернетики (计算机科学与信息工程学院);
- Институт науки (理学院);
- Институт иностранных языков (外国语学院);
- Международный институт (国际学院);
- Институт для иностранных студентов (留学生院);
- Институт прикладной технологии (应用技术学院);
- Институт дополнительного образования (成人教育学院)
- Отделение физической культуры и спорта (体育教学部).

Университет активно работает и на территории собственного участка в районе TEDA. В частности, на этой территории были основаны исследовательские центры и лаборатории, например, Лаборатория по безопасности качества пищевых продуктов города Тяньцзиня, Тяньцзиньская лаборатория по промышленным исследованиям микроорганизмов, Тяньцзиньский центр по переработке пищевых продуктов и ряд других структур.

## Международное образование
Так как университет позиционируется как открытый, он активно развивает международное сотрудничество. Приглашаются крупные специалисты (как из Китая, так и из-за рубежа), разрабатываются совместные проекты и исследовательские гранты. Подписаны соглашения о сотрудничестве более, чем с 40 университетами из США, Австралии, Японии, Канады, Германии, Франции, Великобритании, России, Швеции, Финляндии, Южной Кореи.
Создан центр международных обменов для работы с иностранными студентами. В 1999 году в структуре университета создан Международный институт. Для иностранных студентов организованы специальные группы по изучению китайского языка. Всего в университете обучаются иностранные студенты из 10 стран мира.